# Wosnessenowka
Wosnessenowka (kirgisisch Вознесеновка) ist ein Dorf im Oblus Tschüi (Kirgisistan) mit 4186 Einwohnern (Stand 2022).

## Geographie
Das Dorf liegt im Rajon Panfilow im Westen des nordkirgisischen Oblus Tschüi. Es grenzt östlich an das Dorf Alexejewka, das ein westlicher Vorort der Stadt Karabalta ist und sich direkt an diese anschließt.

## Bevölkerung
| Jahr | Einwohner |
| ---- | --------- |
| 1999 | 3896      |
| 2009 | 3932      |
| 2022 | 4186      |